# مغزرة أثيوبية
مغزرة أثيوبية (الاسم العلمي: Polygala aethiopica) هي نوع نباتي يتبع جنس المغزرة من فصيلة المغزرية.